# حيدر كانلو
حيدر كانلو هي قرية في مقاطعة خدا أفرين، إيران. عدد سكان هذه القرية هو 335 في سنة 2006.